# 山村崇嘉
山村 崇嘉（やまむら たかよし、2002年9月28日 - ）は、東京都世田谷区出身のプロ野球選手（内野手）。右投左打。埼玉西武ライオンズ所属。

## 経歴

### プロ入り前
小学校で野球を始めると、中学では東海大学付属相模高等学校中等部に進学、武蔵府中リトルシニアでプレーした。
武蔵府中シニア3年時にはU-15日本代表に選出された経験も持つ。その時のチームメイトには西武で同期入団となる仲三河優太がいた。
東海大学付属相模高等学校に進学し、1年夏からベンチ入りすると1年秋から「4番・一塁手」としてレギュラーに定着した。2年夏には第101回全国高等学校野球選手権大会に出場するもチームは3回戦で藤田健斗と元謙太を擁する岐阜県の中京学院大学付属中京高等学校に敗退する。2年秋は主将、一塁手のレギュラーとして秋季関東地区高等学校野球大会ベスト4に進出し、翌春の選抜高等学校野球大会の出場を決定させるも、新型コロナウイルス感染症により大会が中止となる。
同年夏に行われた代替の2020年甲子園高校野球交流試合では大阪桐蔭高等学校と対戦し2-4で敗れるも、同時に行われていた県の独自大会では優勝した。高校の同学年には西川僚祐、1学年先輩には遠藤成がいる。
2020年10月26日に行われたドラフト会議において埼玉西武ライオンズから3位指名を受け、11月16日に契約金5000万円、年俸700万円で仮契約を結んだ。背番号は32。

### 西武時代

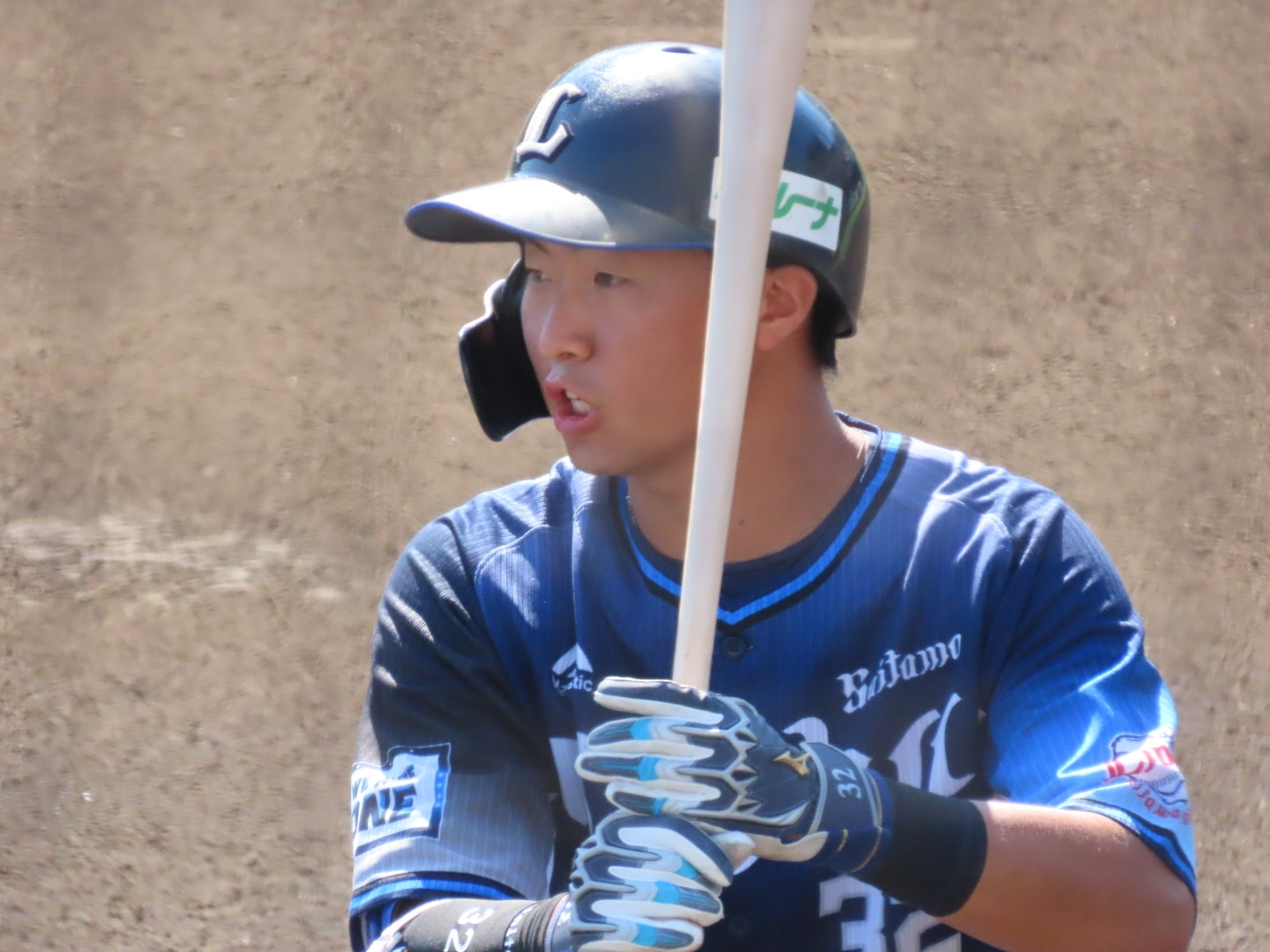
2022年10月2日ジャイアンツ球場にて

2021年は、イースタン・リーグ開幕戦に「3番・遊撃手」で先発出場。遊撃を中心に二塁と三塁も守り、高卒新人ながら春先から実戦経験を多く積むと、出場を辞退した綱島龍生に代わってフレッシュオールスターゲームの出場選手に選出された。オールスターでは「8番・三塁手」で先発出場し、2打数無安打だった。二軍で85試合に出場し、6本塁打を記録。
2022年は、20歳未満で飲酒・喫煙を行っていたことが判明し、3月10日から4月2日まで謹慎処分が下されていたことが判明した。二軍で60試合に出場し、打率.297を記録した。
2023年は、オープン戦好調で、自身初の開幕一軍をつかむ。正遊撃手である源田壮亮が負傷していたこともあって、3月31日のオリックス・バファローズとの開幕戦に、「7番・遊撃手」として先発出場し、一軍初出場を果たした。10月2日の千葉ロッテマリーンズ戦（ZOZOマリンスタジアム）で初安打初本塁打を記録した。翌10月3日のロッテ戦でも2試合連続で本塁打を記録した。
2024年4月16日のロッテ戦では3点本塁打を記録していたが、4月20日の東北楽天ゴールデンイーグルス戦で右太腿裏を負傷。4月21日に「右太腿裏肉離れ」により出場選手登録を抹消され、6月25日に再登録された。チーム全体が極度の打撃不振に陥っていたこともあり、4番打者に抜擢され試合出場を続けていたが、9月3日に渡部健人との入れ替えで登録抹消された。それ以降は一軍に上がれず、打率.219、2本塁打、23打点であった。

## 選手としての特徴
高校時代には通算49本塁打を記録した。
遊撃手として評価が高く、「左の坂本勇人」とも評されることもある。

## 人物
小学校2年生から元プロ野球選手の大久保博元が主催する野球教室「デーブベースボールアカデミー」に通っていた。
身長183cm、体重86kgと大柄な体格で、入団会見では「顔が丸いことから『アンパンマン』と呼んでください」と発言している。

## 詳細情報

### 年度別打撃成績
| 年 度     | 球 団     | 試 合 | 打 席 | 打 数 | 得 点 | 安 打 | 二 塁 打 | 三 塁 打 | 本 塁 打 | 塁 打 | 打 点 | 盗 塁 | 盗 塁 死 | 犠 打 | 犠 飛 | 四 球 | 敬 遠 | 死 球 | 三 振 | 併 殺 打 | 打 率 | 出 塁 率 | 長 打 率 | O P S |
| --------- | --------- | ----- | ----- | ----- | ----- | ----- | -------- | -------- | -------- | ----- | ----- | ----- | -------- | ----- | ----- | ----- | ----- | ----- | ----- | -------- | ----- | -------- | -------- | ----- |
| 2023      | 西武      | 4     | 15    | 14    | 3     | 4     | 0        | 0        | 2        | 10    | 3     | 0     | 0        | 0     | 0     | 1     | 0     | 0     | 5     | 0        | .286  | .333     | .714     | 1.048 |
| 2024      | 西武      | 58    | 223   | 201   | 14    | 44    | 5        | 1        | 2        | 57    | 23    | 1     | 2        | 3     | 4     | 13    | 0     | 2     | 38    | 2        | .219  | .268     | .284     | .552  |
| 通算：2年 | 通算：2年 | 62    | 238   | 215   | 17    | 48    | 5        | 1        | 4        | 67    | 26    | 1     | 2        | 3     | 4     | 14    | 0     | 2     | 43    | 2        | .223  | .272     | .312     | .584  |

- 2024年度シーズン終了時

### 年度別守備成績
内野守備
| 年 度 | 球 団 | 一塁  | 一塁  | 一塁  | 一塁  | 一塁  | 一塁     | 二塁  | 二塁  | 二塁  | 二塁  | 二塁  | 二塁     | 三塁  | 三塁  | 三塁  | 三塁  | 三塁  | 三塁     | 遊撃  | 遊撃  | 遊撃  | 遊撃  | 遊撃  | 遊撃     |
| 年 度 | 球 団 | 試 合 | 刺 殺 | 補 殺 | 失 策 | 併 殺 | 守 備 率 | 試 合 | 刺 殺 | 補 殺 | 失 策 | 併 殺 | 守 備 率 | 試 合 | 刺 殺 | 補 殺 | 失 策 | 併 殺 | 守 備 率 | 試 合 | 刺 殺 | 補 殺 | 失 策 | 併 殺 | 守 備 率 |
| ----- | ----- | ----- | ----- | ----- | ----- | ----- | -------- | ----- | ----- | ----- | ----- | ----- | -------- | ----- | ----- | ----- | ----- | ----- | -------- | ----- | ----- | ----- | ----- | ----- | -------- |
| 2023  | 西武  | 1     | 1     | 0     | 0     | 0     | 1.000    | 1     | 3     | 0     | 0     | 0     | 1.000    | 2     | 1     | 1     | 0     | 0     | 1.000    | 2     | 8     | 6     | 0     | 3     | 1.000    |
| 2024  | 西武  | 28    | 229   | 12    | 4     | 19    | .984     | -     | -     | -     | -     | -     | -        | 27    | 17    | 43    | 4     | 1     | .938     | -     | -     | -     | -     | -     | -        |
| 通算  | 通算  | 1     | 1     | 0     | 0     | 0     | 1.000    | 1     | 3     | 0     | 0     | 0     | 1.000    | 2     | 1     | 1     | 0     | 0     | 1.000    | 2     | 8     | 6     | 0     | 3     | 1.000    |

外野守備
| 年 度 | 球 団 | 外野  | 外野  | 外野  | 外野  | 外野  | 外野     |
| 年 度 | 球 団 | 試 合 | 刺 殺 | 補 殺 | 失 策 | 併 殺 | 守 備 率 |
| ----- | ----- | ----- | ----- | ----- | ----- | ----- | -------- |
| 2024  | 西武  | 6     | 10    | 1     | 0     | 0     | 1.000    |
| 通算  | 通算  | 6     | 10    | 1     | 0     | 0     | 1.000    |

- 2024年度シーズン終了時

### 記録
初記録
- 初出場・初先発出場：2023年3月31日、対オリックス・バファローズ1回戦（ベルーナドーム）、「7番・遊撃手」で先発出場
- 初打席：同上、2回裏に山下舜平大から空振り三振
- 初安打：2023年10月2日、対千葉ロッテマリーンズ24回戦（ZOZOマリンスタジアム）、7回表に小島和哉から中前安打[28]
- 初本塁打・初打点：同上、9回表に鈴木昭汰から右越ソロ[28]

### 背番号
- 32（2021年[8] - ）